# Giunta di Stato
La Giunta di Stato venne istituita il 15 giugno 1799 dal cardinale Fabrizio Ruffo, subito dopo la caduta della Repubblica Napoletana per opera dell'esercito sanfedista, al fine di scoprire e giudicare i rei di lesa maestà.

## La storia
La Giunta di Stato del 1799 riprendeva sotto diversi aspetti un precedente organo giudiziario, la Suprema Giunta di Stato, istituito nel marzo del 1794 al fine di reprimere le attività della Società Patriottica Napoletana di ispirazione giacobina.
La Giunta di Stato fu composta dal marchese Gregorio Bisogni, già caporuota della Real Camera di Santa Chiara, dai consiglieri Matteo Fragola come fiscale, Bernardo Navarro, Antonio della Rossa (o La Rossa), Angelo Di Fiore, il giudice della Gran Corte della Vicaria Carlo Pedicini come segretario.
Il successivo 19 giugno 1799 il cardinale Ruffo concordò un armistizio di tre giorni fra il rappresentante del Governo provvisorio repubblicano Gabriele Manthoné e la Commissione esecutiva. Una immunità che si rivelerà presto l'inizio di un disastroso capovolgimento, poiché qualche mese dopo per oltre cento repubblicani sarà assunto lo status di criminali politici, pagando con la vita la loro appartenenza politica.
Quindi, il 9 luglio, il re Ferdinando formò la Giunta di Buon Governo che diede luogo a una seconda Giunta, incaricata il 21 luglio, composta da:
- presidente: Felice Damiani da Palermo - già avvocato fiscale della Gran Corte e maestro razionale del Real Patrimonio del Regno di Sicilia nel 1795[5][6], noto per avere redatto il processo contro l'avvocato palermitano Francesco Paolo Di Blasi, promotore di una congiura giacobina, poi giustiziato il 28 maggio dello stesso anno[7];
- avvocato fiscale: il barone abruzzese Giuseppe Guidobaldi o de' Guidobaldi (Nereto, 1744 - Teramo, 1814)[8], già avvocato dei poveri della G.C. della Vicarìa (1795), consigliere della Suprema Regia Corte, direttore generale di Polizia (1798), assessore del Vicario generale del Regno Francesco Pignatelli di Laino, presidente della Vicarìa (luglio 1799);
- cinque giudici: di cui uno era Antonio Della Rossa (Sant'Arpino, 1748 - Napoli, 1817), neo presidente del Tribunale di Polizia e direttore generale di Polizia[9]. E quattro aventi funzione di consiglieri: Angelo Fiore o Di Fiore, presente già nella precedente giunta nominata il 15 giugno[1]; il siciliano Gaetano Sambuti o Sambuto o Sammuto[10]; Vincenzo Speciale (1760-1813) da Burgio[11], giudice della Corte pretoriana[12], uomo di fiducia del generale J. F. Acton, il membro più attivo e temuto - descritto come il più spietato e sanguinario tra gli inquisitori ne Il consiglio d'Egitto di Sciascia -, autore della strage dei primi cospiratori nell'isola di Procida ancor prima della caduta della Repubblica[13], poi incaricato caporuota del Sacro Real Consiglio (1801)[12]; il giudice della Vicaria Salvatore Di Giovanni con funzioni di segretario;
- due consiglieri: Gaspare Vanvitelli e Girolamo Moles difensori dei rei;
- procuratore: Alessandro Nava nella qualità di procuratore dei rei.

Una terza Giunta, nel 1802, sarà composta da:
- caporuota Girolamo Mascaro, ultimo marchese di Acerno per acquisto sub hasta Regiae Camerae (1781)[15], patrizio della città di Salerno, avvocato della Corona, presidente della Regia Camera della Sommaria;
- caporuota Michelangelo Cianciulli, giudice (1789), avvocato fiscale del Real Patrimonio (1791), caporuota della Suprema Corte (1798), consigliere della Real Camera (1798), avvocato della Corona (1800),  avvocato della Corona (1800); commissario della Giunta del Monte Frumentario (1802), capo della seconda ruota della Suprema Regia Corte (1802)[14];
- caporuota Giuseppe Giaquinto, consigliere della Real Camera (1802)
- direttore Antonio Della Rossa, direttore generale della Polizia.

Unitamente alla Giunta di Stato, fu costituita una Giunta dei Generali, voluta dall'ammiraglio Horatio Nelson e composta prevalentemente da generali tedeschi passati alle dipendenze di Ferdinando, con la funzione di giudicare la condotta dei disertori del Regno fra gli ufficiali di terra e di mare, come i casi di Salvatore Saint Caprais, Giovan Battista de Simone, Raffaele de Montemayor, Luigi de la Grenelais, Andrea Mazzitelli, condannati a morte.

## Il ruolo della Giunta
Tra i compiti che la Giunta doveva rispettare c'era il mantenimento di due registri: Coscrizione de' patrioti napoletani che hanno giurato nella Sala patriotica di vivere liberi o morire, nel quale avevano registrato 416 « scellerati », e l'altro contenente l'Elenco di 471 individui della società civile.
Il 29 luglio Ferdinando IV revocherà al cardinale Ruffo il titolo di Vicario Generale del Regno. Allo stesso tempo, il capitano Francesco Maria Statella e Napoli (1741-1820), VIII principe di Cassaro, verrà nominato alla guida della Giunta di Buon Governo napoletana, il 25 ottobre 1799, in qualità di Luogotenente Generale del Regno di Napoli, con il preciso indirizzo di governo di smantellare le società regaliste con l'abolizione di insegne e distintivi.
Con la prima restaurazione borbonica, la Suprema Giunta di Stato avrà a disposizione un elenco ufficiale a stampa degli esiliati in Francia, a Marsiglia, di tutte le Filiazioni de' rei di Stato. Condannati dalla Suprema Giunta di Stato, e da' Visitatori Generali in vita, e a tempo ad essere asportati da' Reali Dominj (Napoli, Stamperia Reale, 1800): compresi coloro che erano stati stanati dalle divisioni di Terre di lavoro, del Principato Citra e Principato Ultra di Montefusco, dall'attiva provincia di Basilicata.
Furono puniti coloro che "avendo servito il Re, come il Caracciolo, Moliterno, Roccaromana, Federici, ecc. si trovavano con le armi alla mano combattendo contro di lui", si erano resi rei di tradimento come nel caso di Pagano, Pimentel, Pignatelli, Cirillo, ecc., meritando anche la pena capitale, tanto sostenuta dalla regina Maria Carolina; e in tutti gli altri casi "esportandoli" all'estero, "o in America, o le difficoltà e spese essendo sovrerchie, in Francia, luogo di loro piacer, ma con l’obbligo e giudizio fatto e sottoscritto di non tornare in Regno".

## Esecuzione di avversari politici
Le maggiori responsabilità della Giunta di Stato riccaddero sul giudice siciliano Vincenzo Speciale: nei ventidue mesi di potere della Giunta, Speciale pare fece arrestare circa 32.000 individui, secondo Cognetti non supportato da alcuna fonte,  sottoposti all'esilio forzato o reclusi in carcere, altri condannati al patibolo.
Secondo Sani, dopo l'esecuzione di Francesco Caracciolo (portata a termine il 30 giugno 1799), la Giunta fece arrestare con l'inganno dell'indulto tutti i rivoluzionari, reintrocendo la pratica della tortura, allestendo processi-farsa che escludessero qualsiasi atto di appello da parte degli imputati.
Fra i 25 membri della Rappresentanza nazionale, nominati per decreto del 23 gennaio del 1799 dal generale Championnet, vennero perseguiti i cittadini da lui stesso scelti (tra parentesi la trascrizione dei cognomi come da proclama, riportati il più delle volte errati; e il giorno dell'esecuzione capitale, ordinata dalla Giunta): Raimondo di Gennaro, Nicola Fasulo (il 29 agosto), Ignazio Ciaia (Ciaja) (il 29 ottobre), Carlo Lauberg (Laubert, Lambert), Melchiorre Delfico (in esilio), Girolamo Pignatelli ex principe di Moliterno ed ex Duca (Moliterno), Domenico Bisceglia (il 28 novembre), Mario Pagano, Giuseppe Abbamonte (Abbamonti) (ergastolo), Domenico Cirillo, Domenico Forges Davanzati, Vincenzo Porta, Raffaele Doria (il 7 dicembre),  Gabriele Manthoné (Mandoné), Giovanni Riario, Cesare Paribelli, Giuseppe Albanese  (il 28 novembre), Pasquale Bassi, Francesco Pepe, Prosdocimo Rotondo (il 30 settembre).
Secondo il commento dello storico Giovanni La Cecilia, subirono processi sommari perfino "gli eletti della città, nobili tutti e con le primarie famiglie del regno congiunti pei legami del sangue," [accusati] "di usurpato impero, disobbedienza al vicario del re Pignatelli, di aver inaugurato un nuovo governo sul decadimento della monarchia e della casa dei Borboni ed impedito il popolo nella difesa della città".
Tra gli uomini di Chiesa che persero la vita si ricorda il vescovo di Vico  mons. Michele Natale (giustiziato il 20 agosto), il sacerdote Don Nicola Palomba, Commissario generale del dipartimento del Bradano, e diversi altri ecclesiastici, mentre tra i nobili, il principe di Aliano Giuliano Colonna (il 20 agosto), Gennaro Serra dei duchi di Cassano (il 20 agosto), il duca di Andria don Ettore Carafa (il 4 settembre), il marchese di Corleto don Giuseppe Riario Sforza (22 ottobre) e due Pignatelli dei principi di Strongoli (il 30 settembre).
Fu salvato Diego Pignatelli del Vaglio, marchese e poi duca di Monteleone, per intercessione di Papa Pio VI con una lettera indirizzata al re di Napoli del 3 aprile 1800, accusato anch'egli di "avere partecipato, durante il periodo dell'anarchia, al tentativo di instaurare una repubblica aristocratica e per avere successivamente preso parte al Governo provvisorio".
Trovarono sicura morte, invece, tra i militari giustiziati, i generali Giuseppe Schipani (il 19 luglio), Oronzio Massa (il 14 agosto), il citato Manthoné (morto il 24 settembre), Francesco Federici (il 23 ottobre), ed il nautico Francesco Caracciolo (il 30 giugno); tra i letterati e gli intellettuali, tre membri della Rappresentanza nazionale come Pasquale Baffi (l'11 luglio), Domenico Cirillo e Mario Pagano (entrambe il 29 ottobre), il critico Gregorio Mattei già membro dell'Alta commissione militare nel Governo provvisorio e fondatore del Veditore repubblicano (il 28 novembre), il teologo Giuseppe Logoteta (il 29 novembre), Francesco Conforti (il 7 dicembre), Marcello Scotti (il 4 gennaio 1800). Né furono escluse le donne, fra le quali si ricordano le condannate Eleonora Pimmentel direttrice dl Monitore Napoletano (il 20 agosto) e Luisa Sanfelice De Molino (l'11 settembre del 1800, giorno dell'ultima esecuzione).
Pare che a collaborare con Pagano e Logoteta, nella redazione della Costituzione della Repubblica Partenopea (v.Rapporto al cittadino Carnot), partecipò anche il sacerdote Giuseppe Cestari o Cestaro (giustiziato forse il 13 giugno del '99, dichiarato morto soltanto il 15 gennaio 1800), fratello del pittore Jacopo.

## Ufficialità dei numeri
Restano, forse, in un clima d'incertezza le cifre sul numero dei giustiziati nel Regno di Napoli, scaturite dalla reazione repressiva borbonica: dal 1º giugno 1799 all'11 settembre 1800 sarebbero 118 i giustiziati nelle isole Flegree e a Napoli. In un articolo di Nuova antologia del 1912 si sostenne il numero di 120 persone, compresi Giuseppe Coppola e di Luigi Vernace, impiccati il primo a Monte di Procida (il 2 luglio 1799) ed il secondo nel Foro borbonico nell'isola di Ponza. 
Secondo Sansone furono compilate nello stesso anno 1799 quattro liste: 
- la lista del Registro di S. Maria Succurre Miseris, denominata comunemente la Congregazione dei Bianchi della Giustizia;
- la lista di Domenico Capece Minutolo, segretario della citata Congregazione, dal titolo Notizie estratte dal Registro dei Bianchi dall'anno 1799 al 1800;
- la lista di Diomede Marinelli nel suo Diario o Diurnali;
- la lista di Francesco Lomonaco, pubblicata all'inizio del 1800 a Milano nel suo Rapporto al Cittadino Carnot.

Sempre secondo Sansone, il Rapporto del Lomonaco rimasto a lungo il più attendibile documento presenta numerose imperfezioni ed errori di trascrizione:
- elenca tra gli uccisi i nomi di un Morglies ed un Perna (p. 22), assenti dai registri dei Bianchi;
- omette quelli di Domenico Troisi, di Carlo Romeo e di Cristoforo Grossi;
- attribuisce Luisa Sanfelice e Vincenzo Porta tra i nomi di coloro che ebbero commutata la pena di morte in quella della fossa perpetua di Favignana, dimenticando Giuseppe Abbamonte e Giuseppe Piatti.

Il generale Mariano D'Ayala, studioso del 1799 napoletano, pubblicò nel 1856 in appendice alla Vita del re di Napoli un « Elenco dei condannati a morte nelle Due Sicilie dal 1794 al 1856 ».
Nel 1860 si ristampava il Rapporto di Lomonaco, e il curatore D'Ayala allegava un'altra lista col titolo Glorie dei Borboni ovvero Morti al patibolo dal 1794 al 1800 in Napoli e Sicilia.
Dati non supportati da fonti certe, indicherebbero che i casi di condannati ad altre pene ammonterebbero a 1200, mentre il numero degli esiliati intorno alle duemila persone.
Più recentemente, si sono aggiunti gli elenchi di Sani con l`Elenco cronologico dei Giustiziati a Procida, Napoli e Ischia, all'interno del suo volume commemorativo.

## Ricompense della reazione
Il generale Pietro Colletta affermò con toni piuttosto polemici nella sua Storia del reame di Napoli dal 1734 sino al 1825 che il re Ferdinando IV elargì doni e onori di benevolenza ai suoi collaboratori.
Secondo l'autore che non cita le sue fonti, il caso più eclatante riguarderebbe il cardinal Ruffo: il prelato pare che ottenne la badìa di Santa Sofia di Benevento con una rendita perpetua di 9.000 ducati, altre terre con rendite da 14.000 ducati, il titolo di Luogotenente del Regno con uno stipendio di 24.000 ducati all'anno (in realtà, Ruffo fu Vicario Generale del Regno). L'imperatore della Russia Paolo I, a sua volta, lo avrebbe nominato cavaliere degli ordini Sant'Andrea e Santo Alessandro.
Mentre al fratello del cardinale, capitano in congedo, sarebbe stato assegnato il grado di colonnello e una pensione di 3000 ducati all’anno.
L’ammiraglio Nelson, responsabile della morte di Caracciolo, fu nominato duca di Bronte con una rendita annua di 6.000 once.
Benedetto Croce in un articolo apparso sulla "Rassegna pugliese", citava anche il ricco commerciante Vincenzo Baccher, i cui figli erano stati trucidati dai repubblicani, ritenuto dallo studioso responsabile della morte di Luisa Sanfelice, fu poi insignito della croce costantiniana, l'elargizione di una rendita annua di 2500 ducati e di alcuni terreni nelle vicinanze di Napoli. I
Nel 1840 il poeta francese Henri de Latouche descrisse in Fragoletta: Naples et Paris en 1799 l'immagine desolata e sepolcrale di una Napoli che, dietro l'insegna della restaurazione, stilava elenchi di esiliati, dove nobili e contadini potevano attingere per uccidere coloro che odiavano. Dov'era possibile sottrarre soldi a chi lavorava o era povero per donarlo a personaggi stranieri prezzolati. Dove i cittadini, scrive Latouche, devono accettare le leggi statali con il solo scopo di difendere il territorio, disprezzare il popolo, amministrare contro gli interessi e l'avvenire di milioni di famiglie, soltanto per il profitto di una dinastia distante dall'Europa. Ciò che all'epoca davvero contava era décimer lentement un peuple pour venger la cour et la consoler d'avoir fui, cioè "decimare lentamente un popolo per consolare e vendicare la corte di essere fuggita".

## La censura di Stato
L'incertezza di scarsa documentazione sull'operato della Giunta di Stato è da ricercarsi sull'assenza delle fonti primarie per gli storici. Probabilmente la causa è giustificata nella sistematica cancellazione degli atti dei processi.
Il direttore generale di polizia Antonio Della Rossa firmava l'ordine del 24 gennaio 1800, sulla base della sovrana determinazione, che, per evitare "che fra un certo determinato tempo, si esibiscano o in poter della Giunta di Stato, o del direttore generale della Polizia" le numerose carte conservate, prevedeva, entro otto giorni, la riunione di "tutte le carte enunciate nel Reale dispaccio, e, dopo raccolte le carte, come sopra divisate, sarà destinato il luogo in cui, per mano del boia, saranno pubblicamente bruciate… Affinché nessuno possa allegare causa di ignoranza, ordiniamo che il presente editto sia ordinato a suon di tromba, nei luoghi della città e casali della nostra giurisdizione”.
Una delle prime e complete ricostruzioni presentata dallo storico e scrittore Alessandro Dumas fu basata sull'esclusiva raccolta del re: documentazione che, secondo il parere dell'autore, non conobbero mai Vincenzo Cuoco, Carlo Botta e Pietro Colletta, i tre autori più letti dalla vecchia storiografia.
Tra le raccolte private scoperte negli ultimi decenni da segnalare le "Carte Pagano".
Si conservano inoltre gli Atti della Giunta dei Generali nella serie "Generali Antichi" (1734-1806, fascicoli 19, Segreteria di Guerra e Marina), le Carte Ruggiero, le Scritture de' giacobini, presso l'Archivio di Stato di Napoli.